# 156 All Starz
156 All Starz est un groupe d'artistes créé sur 156th Street et Broadway par JonOne, Rac7 et Kyle. Ce groupe peignait dans le métro de New York au début des années 1980.

## Histoire
Le crew (ou groupe) 156 a été créé sur 156th Street et Broadway par JonOne, Rac7 et Kyle. C'était un groupe d'artistes peignant sur les métros de New York au début des années 1980. L'équipe s'est agrandie aux États-Unis puis s'est répandue en Europe et dans le reste du monde avec l'expatriation de JonOne à Paris. JonOne transmet la gestion du crew à son ami Set 156, puis Set laisse la gestion du crew à Criz. Criz, Set, Jez, et Snatch, dirigent le crew en association avec Chapter Prez dans différentes parties du globe, continuant ainsi à garder l'esprit du crew 156 vivant et dynamique.

### Membres les plus notoires

#### Akut (Allemagne)
Falk Lehmann, Akut, est né en 1977 à Schmalkalden en Allemagne. Il commence les tags dans les années 1990. Il étudie la communication visuelle et le design graphique au Bauhaus à Weimar.

#### Amok (Allemagne)
Amok influence toute une génération de graffeurs berlinois et contribue avec Poet 73, Phos 4, cherchant constamment à faire évoluer leurs lettres et Shek avec ses b-boys, à créer le style typique de lettre à Berlin dans les années 1990. Avec Bas2, Ruzd (RIP), Inka, Wesp, Fame184, Rew, ils sont tous très actifs autant sur murs que sur trains .

#### A-One(États-Unis)
Né en 1964 à New-York et mort en 2001 à Paris. Il commence le writing dès l'âge de six ans. Il préféra peindre dans la rue plutôt que de suivre une formation dans une école d'art. En 1984 il est le plus jeune artiste exposé lors de la biennale de Venise.

#### André(France)
André (André Saraiva), né en 1971 à Uppsala en Suède où ses parents avaient fui la dictature de Salazar. André découvre le writing vers l'âge de treize ans à Stockholm qu'il quitte avec ses parents pour Paris. Il affectionne taguer avec un marqueur rose partout dans Paris de Barbès à la porte de Versailles et invente en 1989 Monsieur A, ce fameux Shadok, qu'il produira déguisé parfois en employé de la mairie de Paris : " Je faisais 50 tags par nuit, frénétiquement, compulsivement, j'en ai probablement dessiné environ 300 000 [...] ". On peut dire que les différentes créations d'André ont marqué les esprits, que ce soit avec les " love graffiti " ces peintures de prénoms commandés par leurs proches, souvent entouré de cœurs graffés près de chez eux, les boites aux lettres qu'il investit systématiquement avec la tête de son Mr A devenue carrée pour mieux épouser la forme de la boite au lettre jaune française, ses formes filaires et ses tags et graffs. Ces multiples interventions ont considérablement augmenté la somme des amendes pour vandalisme. Il peint également des téléphones à la main : " Quand je peins sur une toile ou dans la rue, les gens ont l'impression que c'est plus noble, pas moi, je personnalise moi-même les 40 téléphones, avec mes mains, ce n'est pas industriel et ça me permet de gagner ma vie tout en continuant à peindre! ". André préfère dessiner sur des bouts de papier, des cahiers, des toiles qui échappe à la monstration massive pour lui préférer l'intimité d'être partagée avec des proches, il conçoit ses dessins comme des billets-doux pour partager ce qui ne peut s'acheter (l'amour et la générosité).  Il ouvre sa galerie à Paris, La mercerie d'André où il vend les toiles au mètre et en 2002 il ouvre le concept-store BlackBook au Palais de Tokyo. Il organise également depuis les années 1990 de nombreuses soirées, en 2004 il ouvre le club Le Baron à Paris, et en ouvre par la suite à Tokyo, Londres et Shanghai. Il est aussi le fondateur, ou l'associé de nombreux établissements : Chez Moune, le Montana, Castel, les hôtels Amour et Grand Amour sur Paris, l'hôtel Ermitage et le restaurant La fidélité à Saint-Tropez, Béatrice Inn et café Henrie à New-York. Il fut également rédacteur en chef de 2011 à 2015 du magazine de mode L'officiel Homme.

#### L'Atlas(France)
L'Atlas, Jules Dedet, peintre, photographe et vidéaste, est né à Paris en 1978, il est le fils du réalisateur Yann Dedet. L'atlas commence à photographier les tags et graffs avant de taguer vers ses onze ans. Des tags au fat cap dont il module la ligne pour lui donner une dynamique aux emprunts aux calligraphies kufiques qui épousent l'architecture pour en relever les méandres dans les labyrinthes qui représentent son tag, L'Atlas impose son style qu'il soit issu de la pure tradition du writing New-Yorkais ou des traditions arabes. Ses œuvres calligraphiques sont complètement hypnotiques. C'est par le biais de ses études d'histoire de l'Art et d'Archéologie qu'il commence en 1997 à s'intéresser à la calligraphie arabe et chinoise. Il abandonnera ses études où il se nourrissait de savoirs à la suite d'un voyage au Maroc, dans l'Atlas où il suivit une formation avec un maître calligraphe. Il estimait que cela lui offrait plus de créativité. Il travaille dès lors en tant qu'intermittent dans le cinéma à raison d'un film par an. Il manipule du ruban adhésif ce qui ne manque pas de l'inspirer pour ses créations. En 2001 il part au Caire et s'initie aux codes géométriques du kufi, de retour à Paris il commence à faire des boussoles sur le sol et adapte le style kufi à son nom de tagueur le métamorphosant en labyrinthe, dans une quête d'écriture universelle entre phonèmes et idéogrammes, créant ainsi un style unique. Il n'aime pas les cases et son œuvre qui présente parfois des porosités entre peinture, photographie et vidéo répond à un processus de voyage et d'action dans le monde où chacun de ses média saisissent un peu de ce monde pour le retranscrire soit dans l'espace-temps figé d'une œuvre réalisée avec une technique traditionnelle comme la peinture, ou plus récente et nécessitant moins l'intervention de la pensée humaine comme la photographie ou encore dépliant l'espace-temps avec la vidéo. L'Atlas cherche à fabriquer des chemins où l'art s'échappe des espaces clos pour rejoindre la rue, et faire entrer ces espaces publics dans les espaces clos. C’est un morceau du monde qu'il amène à travers le dédale d'une pratique qui se nourrit et s’épanouit hors de l'atelier. Il expose et réalise des œuvres dans le monde entier, et on note parmi ses réalisations des collaborations avec Guerlain, Perrier...

#### Bando(France)
Né en 1965, Bando dont une partie de sa famille vit aux États-Unis grandit entre Paris et New-York, il découvre le writing avec le writer new-yorkais Bear 167 lorsqu'il a quinze, seize ans et le photographe Henry Chalfant en 1981. Il commence à peindre à Paris en 1983 important de facto le style de lettres new-yorkaises et ses tags envahissent dès lors les murs et le métro parisien. Il vole ses peintures et se laisse enfermé la nuit dans le métro pour y peindre avec les 93 NTM. Il explique dans une interview que pour pouvoir peindre il est nécessaire de pouvoir voler ses peintures dont le prix excessif décourage les meilleures volontés, son record est d'avoir dérobé cent bombes de peinture. Il attire à Paris les writers new-yorkais JonOne et Ali, le hollandais Shoe, le groupe anglais TCA (The Chrome Angels) qui compte parmi ses membres Mode 2, qui s'installe à Paris en 1985 et avec qui Bando réalise de nombreuses pièces. Pour Bando les lettres doivent être simples pour être facilement lisibles et les plus grandes possibles pour être les plus visibles. Début des années 1990 il fonde trois labels : Pure Records (plutôt Funk), Desco Records (Funk/ Disco fondé à New York avec Gabe Roth) et Soul Fire Records (fondé sans Gabe Roth).

#### Bates (Danemark)
Il est né à Copenhague en 1971, il commence le writing en 1984, son travail connu internationalement tourne essentiellement autour de la lettre , il commence à poser Bates en 1986. Il réalise sa première toile en 1985 et vend ses toiles à partir de 1987.

#### Belin (Espagne)
Belin (Miguel Ángel Belinchón Bujes), est né en 1979 à Linares en Espagne. Il passe progressivement de la lettre au personnage. C'est un artiste préférant au programme d'éducation artistique obsolète la liberté de se former seul dans les bibliothèques, les musées et l'expérience picturale. Il privilégie la créativité dans son travail qui est reconnu dans le monde entier. Il réalise des figures hyper-réaliste qu'il décrit comme une expérience post néo-cubiste, sans grille, projecteur ou modèle.

#### Beto (Espagne)
Beto est né à Madrid en 1976. C'est un artiste autodidacte qui développe son style caractéristique basé sur l'étude des formes et des couleurs affectées par la lumière.

#### Brone (France)
Brone aka Bomb Revolution, est né à Paris et vit à Berlin. Il commence à taguer en 1987 et réalise sa première pièce en 1988. Dès lors il se passionne sur les subtilités de l'art de l'écriture et visite de nombreuses villes : New York, Sydney, Berlin... afin de découvrir les scènes du writing étrangères. C'est un artiste autodidacte reconnu pour ses pièces sur les rames de métro, les voies ferrées, les rues ainsi que pour ses réalisations en terrain. Pour Brone, les scènes artistiques européennes du writing sont influencées par les New-Yorkais qui interprètent leur style, que ce soit à Paris dont le style de lettre est basé sur celles de Bando (Paris), qui a influencé toute l'Europe avec Shoe (Amtersdam), celles des BBC (Paris), avec JayOne (Paris), les freestyles de JonOne (New York) et Mode 2 (Londres) pour les personnages, comme à Berlin dont la scène est influencée par les BBC et T-Kid (New York). Ces pionniers prennent leurs influences chez Dondi, T-Kid, Seen et la vielle école de New York. On distingue chez Brone deux styles qu'il considère comme complémentaire : le freestyle et le lettrage, qu'il travaille, essentiellement sur feuille libre, privilégiant la qualité à la quantité et le développement de nouveaux styles. La tradition du freestyle est venue avec l'installation de JonOne à Paris, c'est également pour Brone une marque de 156 que de réaliser des freestyles, pour les lettres Brone puisse ses inspirations avec les TNB.

#### Colorz(France)
Colorz est né en 1972, et marque considérablement la scène du writing français grâce à son omniprésence dans les rues et métros dès 1987. Il ira peindre son premier métro seul en 1988, qui sera le premier métro d'une longue lignée avec son ami Shest qui sera condamné à une peine de prison ferme. Colorz peint seul les lignes de trains de banlieue. Son déménagement de Sartrouville à Paris rend ses tags dans les rues, et les intérieurs de métros parisiens incontournables. C'est un artiste autodidacte possédant un style et une signature. Il acquiert une notoriété en posant sa signature du nord au sud de la France et à l'international en posant à Athènes, Amsterdam (où il peint notamment avec Oeno), New York, Jakarta... Curieux, Colorz aime voyager et s'intéresse à la scène artistique. Il ne souhaite pas restreindre sa création artistique, reflétant l'époque dont il est acteur et témoin. Il commence à réaliser des toiles en 1992. Il expose à travers le monde ses travaux sur la couleur et la matière (bois, plexiglas, aluminium...) qui se veulent être non une illustration de son travail dans la rue, mais la retranscription de cette énergie où il puise son inspiration, et de son vécu.

#### Colt (France)
Colt aka Steph 2  et Pop Corn avant de poser Colt, rejoint Bando dans le groupe qu'il fonde avec Scam, le Bomb Squad 2. Ensemble, ils vont vers 1984 peindre majoritairement la nuit après avoir volé des bombes dans une boutique de bricolage ou autre. Leur technique était pour le moins originale : Colt était installé sur une chaise roulante et ils remplissaient le dessous de la chaise avec des bombes. Il trouve un soir le nom du groupe NTM, Nique Ta mère.

#### Cope2 (États-Unis)
Cope2 (en) est un artiste originaire de Kingsbridge dans le Bronx, à New York. En 1982, il crée avec son cousin Chico 80 le crew Kids Destroy qui deviendra par la suite Kings Destroy.Cope2 a su créer un legs à New York avec son art et sa créativité. Il peint depuis 1978, son style urbain peut être trouvé dans les galeries et sur les murs du monde entier. Il fut très actif dans les années 1980 - 1990 et est connu pour être l'ambassadeur du graffiti de New York. Il fait partie des crews : KD et TNB. Il s'expose depuis plusieurs années dans diverses galerie en Asie et en Europe.

#### Creez (France)
Il commence à peindre vers ses douze, treize ans lorsqu'il était en foyer. C'est au Trocadéro à Paris lorsqu'il trouve un Posca par terre qu'il commence vraiment à s'amuser. Il écrit d'abord Hawaï dans son quartier et rencontre Mercure. Il change quelquefois de nomblaze, cherchant l'originalité. Il va finalement privilégier, à Soks, et à Friz, la signature Creez. Il déserte les bancs de l'école vers ses quatorze ans pour sortir au Globo, une boite de nuit à la mode, voler des bombes et taguer. Il produit en quantité massive ses tags dans les rues qu'il quadrille avec ses TCG (compagnons de jeu) partageant les passions du tag, de la boisson et des bagarres. Il commence à s’intéresser au travail de la lettre en graff vers ses 17 ans avec Méo, JonOne... Sa conception du tag est résolument vandale, il préfère voir des peintures dans la rue même moyennes plutôt qu'une fresque dans un terrain vraiment excellente. Il est un des membres fondateurs (avec Romain et Cap) de la marque Wrung en 1999 .

#### Daku (Inde)
Daku, « bandit » en indien, a étudié l'art et travaillé dans une agence de publicité avant de commencer le writing en 2008. Il a organisé le premier festival d'art de rue de l'Inde en 2013 à Delhi. Ses œuvres abordent des problématiques sociétales : il peint au pochoir pour protester contre Vasant Dhoble, commente la hausse des prix, manifeste les yeux bandés en 2011, modifie les panneaux d'arrêt, colle des affiches géantes d'escargot pour mettre en évidence les embouteillages... Il réalise également des frises de plus 200 mètres carrés.

#### Dizer (France)
Né en 1974, il commence à writer en 1990 avec Bears, Dize évolue avec les DKA, les DKC, les CP5, les UV-TPK, les VMD et les GT. Il déploie sur la ville un espace de lecture et ses graffs sur pages trace une issue rompant l'horizon. "C'est la réaction des autres face à ton travail qui te pousse. Le graffiti c'est avant tout de la pub, la recherche d'être vu, d'être reconnu. Si quelqu'un se souvient de ton pseudo, tu as gagné, tu as atteint ton but " et effectivement Dize a atteint son but, il a su devenir une figure incontournable de la scène française du writing, Dizer, Dizaster, peint vite, sur du tracé précis des lettres dont il a travaillé l'originalité pendant des années dans les rues, les tunnels, les trains, friches urbaines et sur papier.

#### Fasim(Espagne)
Pionnier du writing en Espagne, il commence en 1986. Il développe dans la péninsule ibérique des styles pratiquement inconnu. Il se rend à Paris en 1992 et rencontre JonOne et les BBC, ce voyage l'inspire, il crée dès lors des affiches et des toiles. Son voyage en 1996 à Sarajevo en Ex-Yougoslavie provoque un changement dans sa peinture qui se manifeste dans les formes d'un expressionnisme urbain. Ses créations oscillent entre papier et collage, création numérique et toile et il continue également ses productions dans l'espace urbain. En 2015 il reçoit le prix Pinzell Cuixart pour sa carrière artistique. Ses œuvres sont visibles dans les musées, les galeries et les murs de Bilbao, Barcelone, Séville, Grenade, Madrid, Valence, Porto, Paris, Perpignan, Sarajevo, Milan, Naples, Berlin, Londres, Belgique, Suisse, New York. Ses œuvres s'inspirent des figures qui prennent formes dans les paréidolies qui stimule son imagination depuis son enfance : " enfant, assis sur la cuvette des toilettes de la maison de mes grands-parents, je me suis amusé en regardant la merveilleuse marbrure des vieux carreaux, vous savez, ceux qui sont bruns avec des tons plus clairs et plus foncés, qui ont mille formes et font imaginer toutes sortes de figures impossibles mais qui sont pour moi très possibles, entre figuratif, abstrait et terriblement surréaliste". Il rapproche ces paréidolies à la période qui a vu naître les premières traces humaines sur les parois rocheuses, créant un lien entre notre ère contemporaine et cette ère ancestrale, berceau de ingénierie humaine, par le biais de l'imagination qui a toujours traverser l'esprit humain et lui a permis de développer ces progrès que nous connaissons actuellement.

#### Fast (France)
Fast commence en 1986 avec San TRP à Stalingrad, Garibaldi, Mouton Duvernet à Paris. De 1988 à 2000 il se concentre sur les supports roulants et acquiert sa notoriété sur la scène du writing grâce au travail de ses lettres et de ses personnages. Il reprend en main avec Kode et Steas en 1991 le crew TVA fondé par Zeca, Edone et Tose à la fin des années 1987.

#### Faust (États-Unis)
Faust maitrise parfaitement la calligraphie anglaise qu'il décline de façon poétique en traçant des mots dans la neige plusieurs années de suite à New York  ainsi que tous supports pouvant offrir à ses courbes une surface de réception. Ses tags répondent parfaitement aux règles de l'art du writing : être le plus visible, le plus imposant possible et devant posséder les formes les plus harmonieuses possibles, une seule de ses interventions peut envahir tout un mur, imposant le tag comme un art majeur nécessitant étude et travail de la lettre et non une pratique spontanée incontrôlée dépeinte par la plupart des médias. On retrouve des œuvres de Faust à Paris, en Allemagne, et aux États-Unis, on compte parmi ses collaborations qui ne dévoile jamais son identité : Nike, le MOMA, Juxtapoz, le Art Directors club. Son exposition "All Big Letters" à la Galerie Cantor Fitzgerald exprime l'importance des stratégies utilisées par les writers comme l'innovation, la répétition et la surenchère, ainsi que les outils utilisés par les writers et la façon dont ils interagissent avec l'architecture. Le writing est une performance : les writers doivent grimper des clôtures, s'introduire dans des lieux interdits, enfreindre la loi dans des lieux clos mais également des lieux très visibles sans être vus, c'est cet esprit du writing qu'embrasse les immenses œuvres de Faust.

#### Frez (France)
Né en 1975, Frez commence au début des années 1990 le writing, passionné de dessin, il y trouve un moyen d'expression coloré qu'il déploie à travers la ville et sur roulant. Il a su marqué la capitale française de ses pièces autant sur trains que dans les terrains.

#### Gorey (France)
Né en 1976 à Paris, il vit à présent à New York. Son travail dépeint l'ingéniosité et la polyvalence du recyclage humain englobant la fin de la production industrielle et la revanche de la nature. Il empile dans ses œuvres des éléments disparates pour leur rendre une unité. Ses œuvres post-apocalyptiques sont inspirées par une culture urbaine dans laquelle les humains ont survécu.

#### Goze (France)
Né en 1971, il commence le writing à 13 ans, figure incontournable de la scène parisienne, ses peintures sur toiles révèlent avec la lumière noire différents plans.

#### JayOne(France)
Née en 1966 en Guadeloupe, il vit et travaille à Paris et Londres. C'est un artiste qui travaille avec la peinture, la musique, la vidéo et l'installation. Ses œuvres sont inspirées de la culture caribéenne, la diversité de la diaspora panafricaine de la côte ouest africaine et du continent américain et cristallisent les luttes et la culture populaire des peuples africains. Il arrive à Paris en 1974, ses années lycée (filière dessin industriel) sont marquées par la culture hip-hop, la bande-dessinée, le writing, le funk-reggae et le punk. C'est un artiste autodidacte qui choisit le writing car il convoque pour Jay One la liberté, l'indépendance, l'aventure hors du champ académique. Il fonde en 1983 le groupe BBC sur Paris. Il a une influence considérable sur le style allemand avec T-Kid à la suite de leurs voyages multiples où ils réalisent de nombreuses peintures en Allemagne. Il expose à Berlin dès la fin des années 1980, on compte peu d'africains dans le milieu artistique allemand à cette époque. Il fonde des fanzines consacrés à la culture hip-hop, et rédige des ouvrages sur ce sujet ainsi que sur les artistes africains et les territoires du sud.

#### Joey Starr(France)
Joey Starr découvre le hip-hop par le biais des breakers américains au Trocadéro. Il fut le colocataire pendant quelque temps de JonOne, Joey Starr qui a eu beaucoup d'autres tags avant de poser Joey Starr, explique dans une interview que son nom est en partie dû à JonOne. Joey vient d'une histoire autour de l'esclavage qu'il a lu sur un nègre de maison, l'autre partie, Starr vient de JonOne. Pour Joey Starr le writing était une façon de marquer son territoire, et cette pratique qui au départ était vandale s'est embellie. Joey Starr qui taguait avant de rapper, ne considère pas cela comme une dégradation et déplore tout ce qui est assimilé aux tags qui ne sont que de la calligraphie colorée, qui devraient être bien plus présent dans la capitale selon ses propos tenus dans les années 1980. Il pouvait sortir tout seul la nuit pour taguer, volait ses bombes et il était aussi un très bon danseur. Pour taguer, il pouvait par exemple avec Chino passer par les trappes pour accéder aux métros, ou s'accrocher à la fin des voitures des RER et traverser la banlieue. Il fait partie des premiers tagueurs à avoir peint des rames entières de métro comme celles garées à la Porte de la Villette .

#### Lady K(France)
Née en 1978 au Blanc-Mesnil.

#### Psyckoze(France)
Précurseur du writing en France, il peint depuis 1984, faisant ainsi parti de la quinzaine de graffeur en France. Psychoze puisse l'inspiration dons son environnement. "La rue nous parle, elle amène tellement d’information, et nous, nous sommes simplement les miroirs de ce que l’on ressent, et de ce que l’on reçoit". On retrouve son travail aussi bien en galerie que dans la rue ou encore les catacombes (où des graffitis de plus de trois ans sont encore visibles). Il considère le writing dans l'espace urbain et le travail sur toile comme un ensemble se nourrissant mutuellement, c'est ainsi que les coulures exploitées de façon contrôlées trouvent leur origine dans le writing sauvage : " Jamais une seule fois dans ma vie, j’ai dissocié l’un de l’autre, l’un nourrit l’autre. Si je ne travaille pas dans la rue, je n'ai rien à raconter sur mes tableaux en atelier. C’est un ensemble pour moi, et justement ce style, il découle de la rue. Pourquoi il y a des coulures ? c’est parce qu’à l’époque on avait pas le temps de nettoyer parce qu’on avait les flics aux fesses. Et tous ces codes du style street art découlent de l’urgence, la spontanéité".  On ne peut pas peindre des toiles avec un style lié au street art si on n'a pas écrit dans la rue, pour Psychoze c'est une erreur,.

#### S.k.k.i (France)
Né en Pologne, il vit et travaille entre Paris et Long Island. Skki apparaît sur la scène française en 1983, il forme avec Jay 1 et Cash 2 les BBC. En 1987, s'éloigne de l'esthétique new-yorkaise, influencé par un séjour en Allemagne, c'est la période des « Directly Operational Element », au mouvement plus dynamique et étiré. Il fait varier ses productions selon le contexte où coexistent l'abstraction et la narration, la spiritualité et le capitalisme, l'ignorance et la culture. Le style de Skki se démarque grâce à l'utilisation d'une typographie unique. Il peint sur le mur de Berlin entre 1987 et 1898 et expose dès 1990 dans les galeries berlinoises. Ses média sont la vidéo, la sculpture, la peinture, l’écriture, l'impression digitale. SKKI se plaît à questionner les multiples contradictions et autres scandales qui taraudent notre société contemporaine
Stesi (France)
Il se lance dans le graffiti en 1997 et s'oriente alors vers la pratique du « flop » qui consiste en d'épaisses lettres rondes. Il décide de simplifier au maximum ces lettres avec lesquelles il écrit son nom, qui devient alors comme un logo.Passionné de calligraphie, c’est en autodidacte qu’il expérimente une nouvelle forme d’expression dans ses œuvres.Au début des années 2000 il commence à travailler sur toile pour une pratique plus « encadrée » du graffiti. Il s’inspire alors des pionniers du graffiti new-yorkais mais surtout d’artistes du XXe siècle comme Jackson Pollock ou encore Hr Giger. Stesi développe une expression sur toile abstraite libre d’interprétation pour le spectateur mais aussi très organique avec une technique mêlant aérosols et pastels à l’huile .

#### Yank (France)
Dès l’adolescence, Yank s’entraîne à reproduire des polices typographiques. Un jour de 1983, il lit un article sur le graffiti à New York, il voit des photos de whole cars peints par Seen et Dondi White entre autres, c'est la révélation, il sait que lui aussi aura bientôt des bombes de peinture dans les mains. Il choisit pour pseudo Yank, en référence aux Yankees de New York. Il lui faudra environ trois ans pour affiner sa fameuse griffe NB 2. Sa particularité est dans sa dynamique penchée, enchaînant toutes ses lettres d'un seul trait et se terminant d'un coup sec, que l'anglais traduit par "yank".